# Jämförande levnadsteckningar

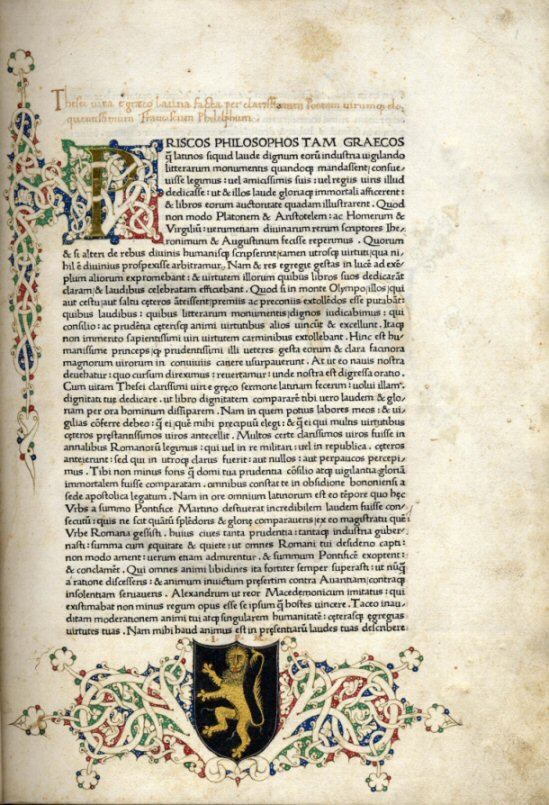
En sida ur Vitae illustrium virorum, en latinsk utgåva tryckt 1470 av Ulrich Han

Jämförande levnadsteckningar (grekiska: Βίοι Παράλληλοι Bíoi parálleloi) är en samling biografier om framstående män under antiken, skrivna av den grekiske författaren Plutarchos. De flesta biografierna är ordnade parvis och avhandlar en grek och en romare, följt av en jämförelse mellan de två männen. Texterna har ett moraliskt syfte och används som både inspirerande och avskräckande exempel, utifrån författarens platonska livsåskådning. Berättandet är rakt och saknar de retoriska grepp som annars var typiska för tiden.
Plutarchos (c:a 45–120 e.Kr.) tros ha skrivit biografierna under de sista två årtiondena av sitt liv, under kejsarna Trajanus och Hadrianus. Totalt finns 23 biografipar och fyra fristående biografier bevarade. Levnadsteckningarna har varit mycket populära under stora delar av Europas historia, och olika biografier har betonats i olika syften.

## Levnadsteckningar
| Alexander den store och Julius Caesar |  | Alexander den store och Julius Caesar |
| Alexander den store och Julius Caesar |  |                                       |

- Theseus och Romulus
- Lykurgos och Numa Pompilius
- Solon och Publicola
- Themistokles och Camillus
- Perikles och Fabius Maximus
- Alkibiades och Coriolanus
- Timoleon och Aemilius Paullus
- Pelopidas och Marcellus
- Aristides och Cato den äldre
- Filopoimen och Flamininus
- Pyrrhus och Gaius Marius
- Lysandros och Sulla
- Kimon och Lucullus
- Nikias och Marcus Licinius Crassus
- Eumenes och Sertorius
- Agesilaos och Pompejus
- Alexander den store och Julius Caesar
- Fokion och Cato den yngre
- Agis, Kleomenes, Tiberius Gracchus och Gaius Gracchus
- Demosthenes och Cicero
- Demetrios och Marcus Antonius
- Dion och Brutus
- Aratos
- Artaxerxes
- Galba
- Otho

## Eftermäle
Biografierna var mycket lästa under antiken och medeltiden och fick ständigt nya avskrifter. De lästes flitigt av renässanshumanisterna och översattes till andra europeiska språk under 1500-talet. Jacques Amyots franska översättning från 1559, Vies des hommes illustres, blev en klassiker i egen rätt och lästes även utanför Frankrike. Thomas North översatte Amyots version till engelska, och William Shakespeare använde denna som förlaga till sina pjäser Julius Caesar, Coriolanus och Antonius och Cleopatra. Bland upplysningstidens filosofer var Plutarchos populär genom Montesquieu, som betonade biografierna om Theseus och Solon som viktiga för kunskapen om hur en republik bör inrättas. Levnadsteckningarna gav upphov till ordet "plutark" som benämning på en biografisamling om framstående personer.

## Översättningar till svenska
- Plutarchos's Jemförande Lefvernesbeskrifningar, utgiven av L. J. Hjerta 1842. P. J. Emanuelsson översatte nästa alla av de parvisa levnadssteckningar i fyra band.
- Fyra levnadsteckningar, utgiven på Norstedts 1921. Hugo Bergstedt översatte Agis och Kleomenes samt Tiberius och Gaius Gracchus.
- Levnadsteckningar över berömda greker och romare, Natur och kultur 1947. Översättningar av Thelander, Harrie och Bergstedt av Lykurgos och Numa, Solon och Poplicola, Themistokles och Camillus, Aristeides och Cato dä, Perikles och Fabius, Timoleon och Aemilius Paullus, Demosthenes och Cicero, Alexander och Caesar, Agis/Kleomenes och Graccherna.

- Levnadsteckningar: tio parallella biografier. Tema Syrakusa, utgiven 2013 på Daidalos bokförlag. Sven-Tage Teodorsson har översatt tio biografier med fokus på kampen mellan greker och karthager på Sicilien.

- Fem biografier, utgiven 2010 på Norstedts förlag. Ingemar Lagerström har översatt texterna om Coriolanus, Cato d.ä., Crassus, Caesar samt Marcus Antonius.